# Matriu d'escaneig electrònic actiu

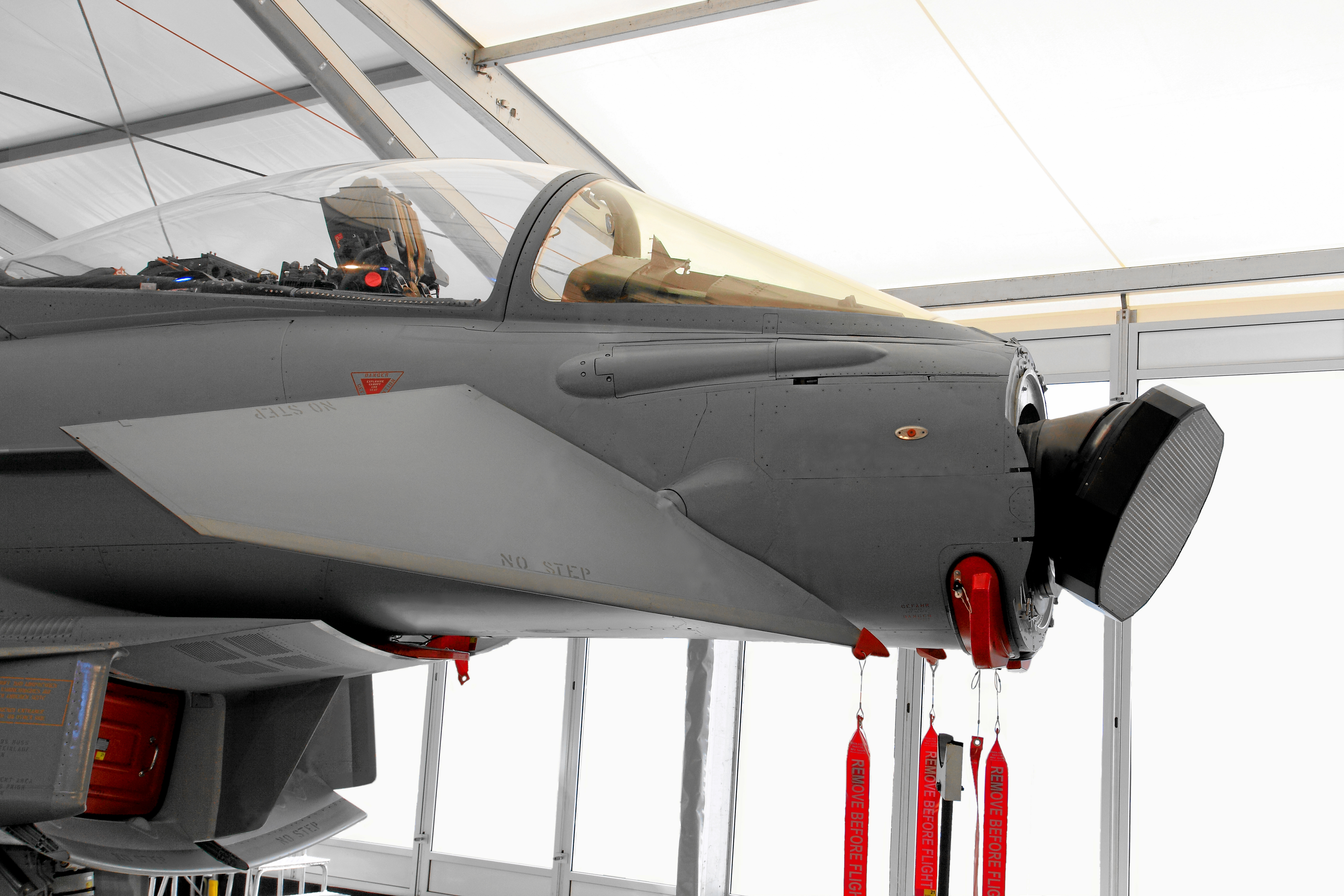
L'avió de combat Eurofighter Typhoon amb el carenat del morro retirat, revelant la seva antena de radar Euroradar CAPTOR AESA

Una matriu d'escaneig electrònic actiu (AESA) és un tipus d'antena de matriu en fase, que és una antena de matriu controlada per ordinador en què el feix d'ones de ràdio es pot dirigir electrònicament per apuntar en diferents direccions sense moure l'antena. A l'AESA, cada element d'antena està connectat a un petit mòdul de transmissió/recepció d'estat sòlid (TRM) sota el control d'un ordinador, que realitza les funcions de transmissor i/o receptor de l'antena. Això contrasta amb una matriu d'escaneig electrònic passiu (PESA), en què tots els elements de l'antena estan connectats a un únic transmissor i/o receptor mitjançant desfasadors sota el control de l'ordinador. L'ús principal d'AESA és al radar, i aquests es coneixen com a radar de matriu en fase activa (APAR).

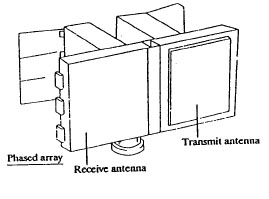
Esbós del radar de míssils antibalístics FLAT TWIN

## Concepte bàsic

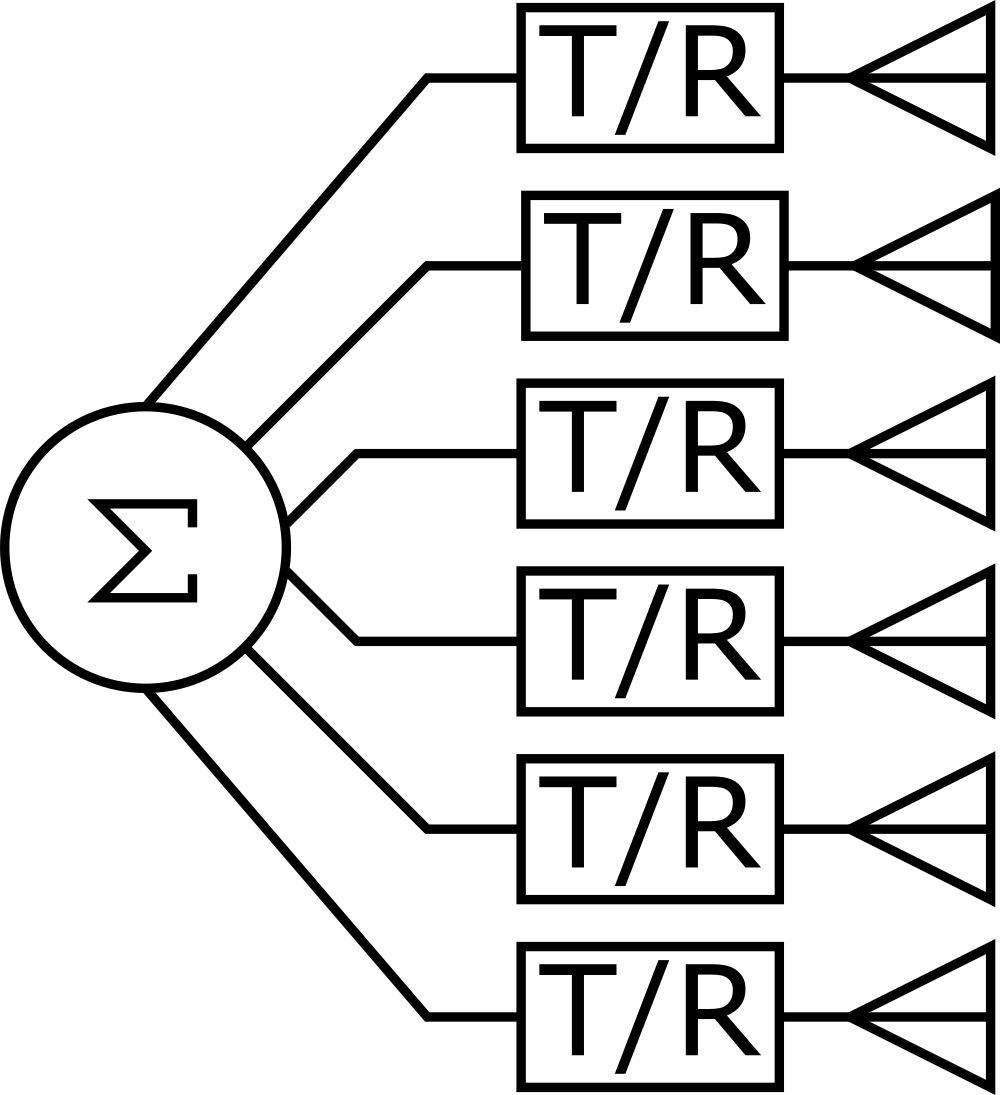
Esquema bàsic AESA

Els sistemes de radar funcionen generalment connectant una antena a un potent transmissor de ràdio per emetre un pols curt de senyal. El transmissor es desconnecta i l'antena es connecta a un receptor sensible que amplifica els ecos dels objectes objectiu. Mitjançant la mesura del temps que triga el senyal a tornar, el receptor del radar pot determinar la distància a l'objecte. Aleshores, el receptor envia la sortida resultant a una pantalla d'algun tipus. Els elements transmissors eren típicament tubs de klystron o magnetrons, que són adequats per amplificar o generar un rang estret de freqüències a nivells de potència elevats. Per escanejar una part del cel, l'antena del radar s'ha de moure físicament per apuntar en diferents direccions.
A partir de la dècada de 1960 es van introduir nous dispositius d'estat sòlid capaços de retardar el senyal del transmissor de manera controlada. Això va conduir a la primera matriu d'escaneig electrònic passiu a gran escala (PESA) o simplement radar de matriu en fase. Els PESA van agafar un senyal d'una sola font, el van dividir en centenars de camins, en van retardar selectivament alguns i els van enviar a antenes individuals. Els senyals de ràdio de les antenes separades es van solapar a l'espai i es van controlar els patrons d'interferència entre els senyals individuals per reforçar el senyal en determinades direccions i silenciar-lo en totes les altres. Els retards es podrien controlar fàcilment electrònicament, la qual cosa permetia dirigir el feix molt ràpidament sense moure l'antena. Un PESA pot escanejar un volum d'espai molt més ràpid que un sistema mecànic tradicional. A més, gràcies al progrés de l'electrònica, els PESA van afegir la capacitat de produir diversos raigs actius, cosa que els va permetre continuar explorant el cel mentre al mateix temps enfocaven feixos més petits en determinats objectius per fer el seguiment o guiar míssils de radar semiactius. Els PESA es van estendre ràpidament en vaixells i grans emplaçaments fixos a la dècada de 1960, seguits pels sensors aerotransportats a mesura que l'electrònica es va reduir.
Els AESA són el resultat de nous desenvolupaments en l'electrònica d'estat sòlid. En sistemes anteriors, el senyal transmès es va crear originalment en un tub d'ona de klystron o viatger o dispositiu similar, que són relativament grans. L'electrònica del receptor també era gran a causa de les altes freqüències amb què treballaven. La introducció de la microelectrònica d'arsenur de gal·li durant la dècada de 1980 va servir per reduir molt la mida dels elements receptors fins que es poguessin construir d'efectius de mides similars a les de les ràdios portàtils, amb només uns quants centímetres cúbics de volum. La introducció de JFET i MESFET també va fer el mateix amb el costat transmissor dels sistemes. Va donar lloc a amplificadors-transmissors amb un generador de formes d'ona d'estat sòlid de baixa potència que alimentava un amplificador, permetent a qualsevol radar equipat per transmetre en un rang molt més ampli de freqüències, fins al punt de canviar la freqüència de funcionament amb cada pols enviat. La reducció de tot el conjunt (el transmissor, el receptor i l'antena) en un únic "mòdul transmissor-receptor" (TRM) de la mida d'un cartró de llet i la disposició d'aquests elements produeix un AESA.